# Онешти
Онешти (рум. Oneşti) град је у у источном делу Румуније, у историјској покрајини Молдавија. Онешти је други по важности град у округу Бакау. У току комунистичког раздобља град се звао Георге Георгију Деж, по истоименом румунском државнику.
Онешти према последњем попису из 2002. године има 52.259 становника.

## Географија
Град Онешти налази се у средишњем делу Румунске Молдавије. Град је смештен на реци Тротуш. Од седишта округа, града Бакау, Роман је удаљен око 50 km.

## Становништво
У односу на попис из 2002, број становника на попису из 2011. се смањио.
| 1966.  | 1977.  | 1992.  | 2002.  | 2011.  |
| ------ | ------ | ------ | ------ | ------ |
| 35.663 | 41.738 | 58.810 | 51.681 | 39.172 |

Румуни чине већину градског становништва, а од мањина присутни су само Роми. Пре Другог светског рата Јевреји су чинили значајан део градског становништва.
По попису из 2002. године састав становништва је био следећи:
- Румуни: 50 519 (98,25%)
- Роми: 545 (1,05%)
- Мађари: 206 (0,40%)
- Остали: 0,30%